# Doğanyurt
Doğanyurt ist eine Stadt und Hauptort des gleichnamigen Landkreises in der türkischen Provinz Kastamonu in Nordanatolien. Die Stadt Doğanyurt liegt 25 km westlich von İnebolu an der Schwarzmeerküste. Die Entfernung zur Provinzhauptstadt Kastamonu beträgt etwa 73 km. Die Stadt hieß früher Hoşalay und besitzt eine Hafenmole.
Der Landkreis ist der nördlichste Kreis der Provinz und grenzt an den Kreis Cide im Westen, den Kreis Şenpazar im Südwesten, an den Kreis Azdavay im Süden, an den Kreis Küre im Südosten und an den Kreis İnebolu im Osten.
Er erstreckt sich entlang der Küste und ein Stück ins Bergland des Küre Dağları und wurde 1990 aus dem westlichen Teil des Kreises İnebolu gebildet. Bis dahin war Doğanyurt ein Bucak in diesem Kreis und zählte beim letzten Census vor der Gebietsänderung (1985) 13.365 Einwohner.
Ende 2020 besteht der Kreis aus der Kreisstadt und 25 Dörfern (Köy) mit durchschnittlich 185 Bewohnern. Die Skala der Einwohnerzahlen reicht von 542 (Düzağaç) bis 58 (Şirin). Zehn der Dörfer weisen mehr Einwohner als der Kreisdurchschnitt (185) auf. Etwa 82 % der Bevölkerung lebt in den Dörfern.
Die Fernstraße D010 verläuft parallel zur Küste von Sinop nach Bartin durch den gesamten Kreis.